# Otočić Lunga (ö i Kroatien, Šibenik-Knins län)
Otočić Lunga är en ö i Kroatien.   Den ligger i länet Šibenik-Knins län, i den södra delen av landet, 240 km söder om huvudstaden Zagreb. Arean är 0,72 kvadratkilometer.
Terrängen på Otočić Lunga är platt. Öns högsta punkt är 67 meter över havet. Den sträcker sig 0,9 kilometer i nord-sydlig riktning, och 1,5 kilometer i öst-västlig riktning.